# Paradísia
La paradísia (Paradisea liliastrum) és una espècie de planta amb flors de la família Asparagàcies, encara que tradicionalment formava part de la gran família de les liliàcies. És una espècie pròpia de les muntanyes del sud d'Europa, dels Alps, els Pirineus i els Apenins.

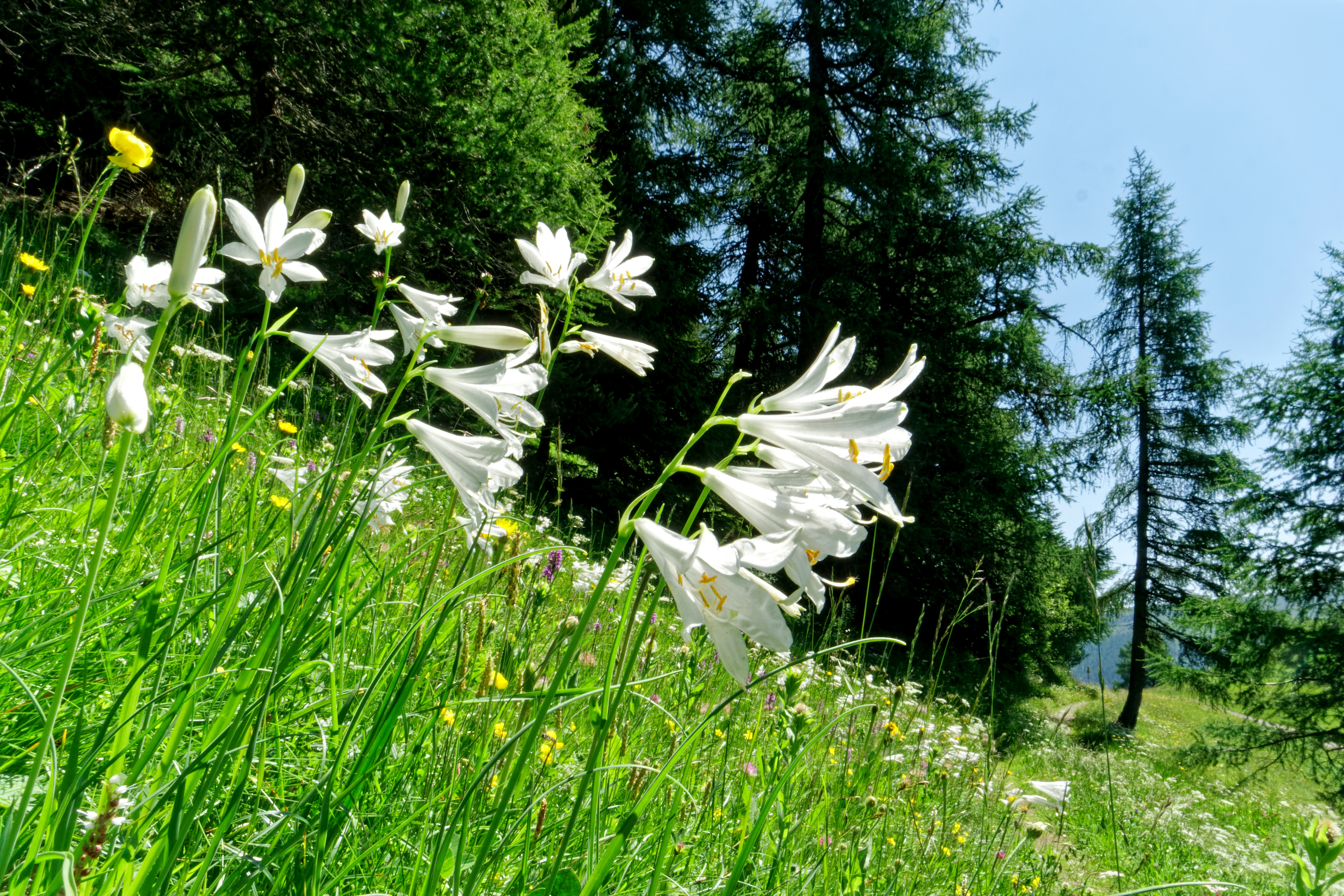
aspecte general de la planta

## Descripció
Herba perenne, amb un curt rizoma, erecta, glabra que pot arribar a fer mig metre d'alt. Totes les fulles son basals, linears, d'entre 10 a 50 cm de llarg i menys d'un centímetre d'ample, planes o lleugerament canaliculades, plegades pel mig. Les tiges floríferes porten un raïm de entre 5 a 20 flors que surten d'unes bràctees membranoses, lanceolades i acabades en punta i que miren gairebé totes cap al mateix sentit. Les flors són grans, d'uns 5 cm de llarg, amb 6 tèpals lliures, que sembla que formin un tub a la base.

## Ecologia i distribució
La paradísia viu en prats d'alta muntanya amb terra profund, entre 1000 i 2400 metres. Sovint se la troba en els prats de sudorn. A la península Ibèrica, segons el criteri de Flora Ibèrica, només viu als Pirineus.

## Taxonomia
Hi ha dues formes lleugerament diferents de paradísia:
- P. liliastrum (L.) Bertol.
- P. lusitanica (Cout.) Samp.

Segons el criteri de Flora ibèrica són espècies diferents i P.lusitanica és un endemisme de l'oest de la Península Ibèrica, des de les muntanyes del sud de Galícia fins al sud del sistema central. A la flora dels Països Catalans consideren que totes dues són la mateixa espècie.

## Usos
La flor de la paradísia es fa servir en horticultura. Aquesta planta normalment es propaga per llavors. S'han de cultivar en llocs assolellats i en sòls humits, però ben drenats.